# Требевич
Требевич (серб. Требевић) — гора в Республіці Сербській (Боснія і Герцеговина), знаходиться на південний схід від Сараєво. Її висота становить 1 627 метрів над рівнем моря. До Боснійської війни на горі знаходився гірськолижний центр, де проводилися і змагання Зимових Олімпійських ігор 1984 року. Було споруджено Требевицьку канатну дорогу та санно-бобслейну трасу. Під час війни горою проходила лінія фронту, тому і траса і канатна дорога (на середину 2010-х в стані відновлення) зруйновані. Також на горі розташовується вежа ретрансляції, побудована в 1975 році. Під час бомбардувань Республіки Сербської авіацією НАТО в 1995 році вона була знищена, а по війні відновлена.
9 квітня 2014 року кантонна асамблея Сараєво оголосила Требевич охоронюваною територією, з метою збереження географічного та біологічного різноманіття.

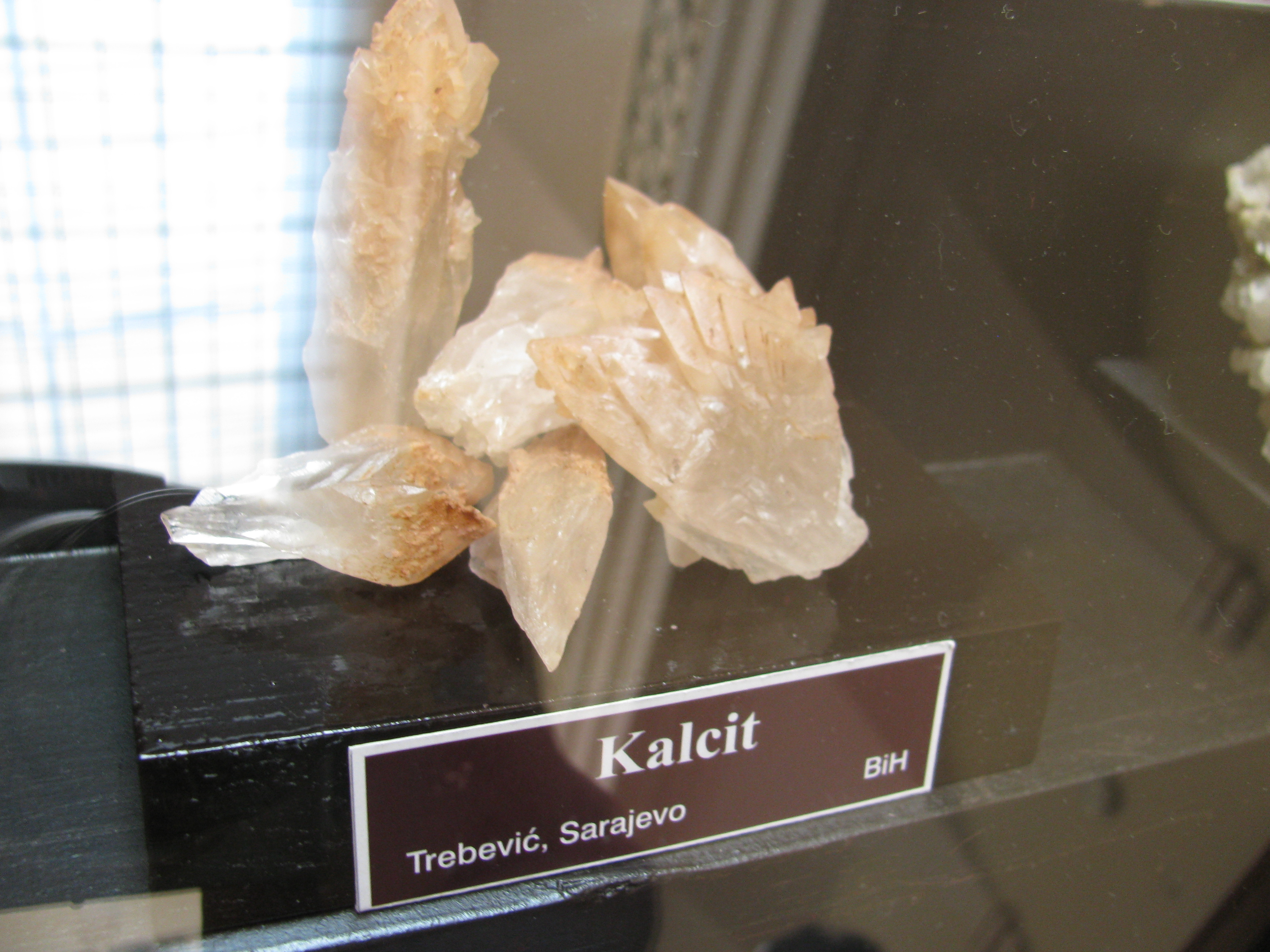
Кристал кальциту що зберігається в Національному музеї Боснії та Герцеговини

На горі розташовані родовища кристалів кварцу, сидериту та кальциту, один з яких зберігається у Сараєво в Національному музеї Боснії та Герцеговини.
На схилі гори знаходяться руїни Обсерваторії Бістрік-Кула.